# Саттер, Джон
Джон Са́ттер  (англ. John Sutter, Иоганн Август Зуттер нем. Johann Augustus Sutter; 15 февраля 1803 или 28 февраля 1803, Кандерн, Великое герцогство Баден — 18 июня 1880, Вашингтон) — американский исследователь и предприниматель швейцарского происхождения, получивший от современников прозвища «Император Калифорнии» и «Генерал Зуттер».

## Биография
Уроженец германоязычного кантона Базель (в связи с чем многие принимали его за немца). В 1834 году прибыл в Нью-Йорк. Несколько лет занимался фермерством в штате Миссури.
В 1837 году Са́ттер (англоязычная транскрипция фамилии Sutter) распродал всю свою недвижимость и снарядил экспедицию в Калифорнию. Имя Са́ттера связано прежде всего с Калифорнийской золотой лихорадкой: в 1848 году вблизи лесопилки Саттера было обнаружено первое золото. На территории, прилегающей к основанному им в 1839 году Форт-Саттеру, теперь расположена столица штата Калифорнии — Сакраменто.
Джон Саттер также известен как первый покупатель бывшей русской колонии Росс.
В его честь в Калифорнии названы ручей и город.

## Киновоплощения
- 1924 — Days of '49 (сериал) — Чарлз Бринли[англ.]
- 1924 — California in '49 — Чарлз Бринли[англ.]
- 1936 — Император Калифорнии[нем.] — Луис Тренкер
- 1936 — Золото Саттера[англ.] — Эдвард Арнольд
- 1940 — Кит Карсон[англ.] — Эдвин Максвелл[англ.]
- 1964 — Великое приключение[англ.] (серия «The Pathfinder») — Кэрролл О’Коннор
- 1969 — Фортуна[фр.] — Пьер Микаэль[фр.]
- 1978 — Доннер Пасс: Путь к выживанию[англ.] — Рояль Дано[англ.]
- 1980 — Чисхолмы[англ.] (мини-сериал) — Бен Пьяцца[англ.]
- 1981 — California Gold Rush — Джон Денер[англ.]
- 1986 — Мечта Запада[англ.] (мини-сериал) — Джерри Орбах
- 1999 — Генерал Зуттер[англ.] — Ханс Шмидхаузер[нем.] (в зрелости) и Вальтер Бахофен (в юности)